# جاكوب كوجان
جاكوب كوجان (بالإنجليزية: Jacob Kogan)‏ هو ممثل أمريكي، ولد في 28 مايو 1995 بنيويورك في الولايات المتحدة. بدأ مشواره المهني سنة 2006.

## أعمال

### أفلام
- (2007) جوشوا
- (2009) ستار تريك[6][7][8]

## وصلات خارجية
- جاكوب كوجان على موقع IMDb (الإنجليزية)
- جاكوب كوجان على موقع قاعدة بيانات الفيلم (الإنجليزية)